# Broszki
Broszki – wieś w Polsce, w województwie łódzkim, w powiecie sieradzkim, w gminie Złoczew.
| SIMC    | Nazwa           | Rodzaj    |
| ------- | --------------- | --------- |
| 0722242 | Broszki-Kolonia | część wsi |
| 0722259 | Doliny          | część wsi |
| 0722265 | Koźliny         | część wsi |
| 0722271 | Lipiny          | część wsi |
| 0722288 | Siekanie        | część wsi |

W 2023 r. zmieniono części wsi Broszki na miejscowości podstawowe typu kolonia, jednocześnie dodano do ich nazwy słowo Kolonia.
W latach 1954–1957 wieś należała i była siedzibą władz gromady Broszki, po jej zniesieniu w gromadzie Złoczew. W latach 1975–1998 miejscowość administracyjnie należała do województwa sieradzkiego.